# Маврикије
Маврикије (око 539 — 602) је био источноримски (византијски) цар од 582. до 602. године.
Маврикије је пореклом био Јерменин из малоазијске области Кападокије. Истакао се као војсковођа током владавине Тиберија II Константина који га је поставио за заповедника дворске гарде ескубитора, а затим га учинио својим зетом и наследником 582. године.
Маврикије је наследио огромно Царство угрожено од спољних непријатеља на свим фронтовима. Цар је покренуо велике реформе на Западу где је врховну војну и цивилну команду ставио у руке егзарха у Равени и Картагини. У Шпанији је 584. Царство изгубило своје најзначајније упориште, град Кордобу, а у Италији, издељеној лангобардским поседима, се почела осећати и политичка независност папе Григорија I Великог.
Ипак, на Истоку Маврикије је постигао привремену консолидацију. Мир са Персијом је постигнут пошто је Маврикије 591. помогао збаченом Хозроју II да се врати на престо. Хозроје је ожењен царевом ћерком и препустио је Царству делове Јерменије и Месопотамије. На Балкану је Маврикије делимично повратио равнотежу пошто је од 592. повео дугачак и исцрпљујућ рат од кад је војска почела редовно да упада на територије северно од Дунава и узнемиравала аварске и словенске насеобине. Те експедиције нису нанеле веће штете огромним масама Словена. Рат је постао исцрпљујући за византијску војску, која је након Јустинијановог апсолутизма постала веома недисциплинована.
С друге стране, велико царство које је Јустинијан оставио за собом било је све теже финансијски одржавати, државна каса је била готово празна и често су војници остајали без својих плата, социјалне разлике у Царству су се заоштравале, народно незадовољство је расло, а општој кризи су такође допринеле епидемије куге, која је прво избила међу Аварима али се проширила и на територију Византијског царства, и глади, која је избила у Цариграду 602. године.
Како би уштедео на храни и новцу, Маврикије је 602. године наредио војсци стационираној уздуж Дунава да пређе на другу страну реке где је требало да презиме на непријатељској територији обрађујући земљу. То је био главни разлог за избијање побуне у војсци која је прогласила војног заповедника, центуриона полуварварског порекла Фоку за цара. Побуњеници су потом кренули на престони Константинопољ и погубили Маврикија и чланове његове породице, чиме је окончана владавина Јустинијанове династије.
Маврикије је остао упамћен као заштитник православних и способан владар који је започео реформе које су антиципирале успостављање тематског система у 7. веку. Поред тога, сматра се и за аутора једог од првих византијских дела о војној вештини Стратегикона.
Његова сестра је била удата за војсковођу Филипика, а брат му је био Петар (куропалат).